# Cartierul românesc din Târgu Mureș
Cartierul românesc din Târgu Mureș este un ansamblu de monumente istorice aflat pe teritoriul municipiului Târgu Mureș.